# 바슈롬
바슈롬(영어: Bausch + Lomb)는 미국의 건강제품 회사이다.

## 같이 보기
- 바슈롬코리아